# Reichelsheim (Wetterau)
Reichelsheim é um município da Alemanha, situado no distrito de Wetterau, no estado de Hesse. Tem 27,60 km² de área, e sua população em 2019 foi estimada em 6.706 habitantes.